# Eando Binder

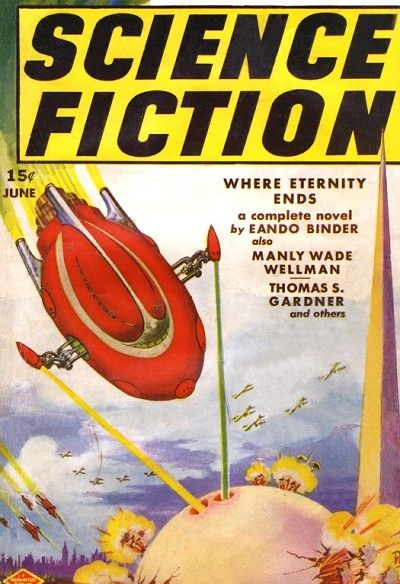
Portada de una de sus revistas de Ciencia Ficción de 1939

Eando Binder es un seudónimo utilizado por dos autores de la ciencia ficción de mediados del siglo XX, Earl Andrew Binder (1904-1965) y su hermano Otto Binder (1911-1974). El nombre se deriva de sus primeras iniciales ("E y O Binder").
Bajo el nombre Eando Binder, escribieron algo de ciencia ficción publicada, incluyendo historias protagonizadas por un robot heroico llamado Adam Link. La primera historia de Adam Link, publicada en 1939, se titula Yo, Robot (I, Robot). Una colección sin relación con la compilación de relatos de Isaac Asimov, también titulada Yo, Robot, libro publicado en 1950. El nombre fue elegido por el editor, contra los deseos de Isaac Asimov.
En 1939, Otto Binder se había apoderado de toda la escritura, dejando a Earl Andrew Binder para que actúe como su agente literario. Bajo su propio nombre, Otto Binder escribió para la línea “The Captain Marvel” de los cómics publicados por Fawcett Comics (1941-1953).

## Novelas
- Mi Doble. (The Double Man)
- El Mundo Imposible. (The Impossible World)
- Secreto de la Mancha Roja. (Secret of the Red Spot)
- Cinco pasos para Mañana. (Five Steps to Tomorrow)
- La Máquina del Cáncer. (The Cancer Machine)
- Los Tres Eternos. (The Three Eternals)
- Where Eternity Ends. (Donde Termina la Eternidad)
- Señores de la Creación. (Lords of Creation) (1949)
- Adam Link - Robot (1965)
- Enslaved Brains. (Cerebros Esclavizados) (1965)
- Amenaza de los Platillos. (Menace of the Saucers) (1969)
- Get Off My World. (Abandona Mi Mundo) (1971)
- Noche de los Platillos. (Night of the Saucers) (1971)
- Puzzle of the Space Pyramids. (El Enigma de Las Pirámides Espaciales) (1971)
- Más Allá De La Mente. (The Mind from Outer Space) (1972)